# John Carter (musicista)
John Carter, nato John Nicholas Shakespeare, (Birmingham, 20 ottobre 1942), è un cantante, paroliere e produttore discografico britannico.

## Biografia
Carter conobbe a scuola quello che sarebbe diventato il suo principale coautore, Ken Lewis. Essi fondarono un gruppo musicale skiffle di nome LVI negli anni 1950. Fu allora che iniziarono a collaborate scrivendo canzoni.
Nel 1960 i due giunsero a Londra e si presentarono con gli pseudonimi di John Carter e Ken Lewis. Terry Kennedy divenne il logo manager e li convinse a costituire un gruppo per eseguire le loro canzoni. Nel 1961 venne pubblicato il primo singolo di Carter-Lewis e dei Southerners, Back on the Scene. Ma il gruppo non riuscì a sfondare ed il loro unico mezzo di successo fu un piccolo riff che Jimmy Page assegnò al suo chitarrista. Nel 1964 incontrarono Perry Ford, tecnico del suono in un piccolo studio di registrazione sito in Denmark Street a Londra. Scoprirono che le loro voci erano bene assortite e iniziarono la registrazione di demo, registrando un singolo per la Pye Records, What More Do You Want sotto il nome di The Ivy League. La loro fortuna cambiò quando Herman's Hermits registrò Can't You Hear My Heartbeat? che giunse al n. 1 della Billboard 100 negli Stati Uniti. Nel Regno Unito la canzone fu un successo meno clamoroso di Goldie & the Gingerbreads.
Essi fecero da coro nella registrazione di I Can't Explain dei The Who. Nel 1965 The Ivy League realizzò un successo con Tossing and Turning, che raggiunse il n. 3 negli Official Singles Chart. Dai primi mesi del 1966 Carter decise di essersi stancato di andare continuamente in giro a dare concerti e venne sostituito da Tony Burrows dei The Kestrels. Quell'anno sposò Gill Shakespeare che successivamente scrisse le parole per diverse delle sue canzoni. Concentratosi nella composizione di canzoni, scrisse dei successi per Peter & Gordon e Brenda Lee. Trovò un nuovo collaboratore-paroliere in Geoff Stephens, con il quale scrisse My World Fell Down, registrata dalla The Ivy League, e successivamente divenuta cover di Gary Usher e dei Sagittarius.
Carter divenne il cantante del nuovo gruppo The New Vaudeville Band con il quale incise il singolo Winchester Cathedral, un tradizionale pezzo pop anni venti che divenne n. 1 nel Billboard 100 negli Stati Uniti. Pubblicò un altro singolo, registrato con Mickey Keen e Robin Shaw, come The Ministry of Sound. Agli inizi del 1967 Ken Lewis lasciò la Ivy League e iniziò a scrivere e registrare nuovamente con Carter. Uno dei loro primi successi fu Let's Go To San Francisco, registrata da The Flower Pot Men. Come nel caso di Winchester Cathedral, dove la registrazione era stata fatta da session-men, divenne un successo e fu necessario costituire un gruppo per i concerti dal vivo.
Verso la fine del 1967 Carter e Lewis fondarono la Sunny Records come loro casa di produzione. Agli inizi del 1968 la produzione di Carter divenne molto caotica. Le canzoni che dovevano essere registrate dai The Flower Pot Men vennero incise dai Friends, Haystack e Dawn Chorus, per poi essere re-incise dai The Flower Pot Men. I Flower Pot Men vennero obbligati, dalla Deram Records, a registrare canzoni di Roger Greenaway e Roger Cook. Come Mark Frumento scrisse nel libretto del CD retrospettivo dei Flower Pot Men,  Listen to the flowers grow (compilato da Carter): "A questo punto la Deram decise che i Flower Pot Men non erano più un gruppo di successo ed il singolo seguente, Piccolo man, venne registrato dai Friends...il singolo dei The final Flower Pot Men venne pubblicato nel 1969 ma a quell'epoca il duo Roger Cook e Roger Greenaway non era più esistente." Dopo un tentativo andato a vuoto (In a moment of madness) i resti dei Flower Pot Men cambiarono il loro nome in White Plains.
Gli anni 1970 iniziarono con un contrattempo quando Mary Hopkin fu 'soltanto' concorrente all'Eurovision Song Contest con Knock Knock Who's There, che Carter aveva scritto con Stephens. Sotto il nome di John Shakespeare, Carter compose diverse colonne sonore, compresa Connecting Rooms (1970).
Negli anni seguenti Carter pubblicò dischi sotto diversi nomi: Stamford Bridge (n. 48 con Chelsea), Kincade (Dreams are ten a penny), Scarecrow e Stormy Petrel. Realizzò anche un singolo per gli Ohio Express, un gruppo musicale statunitense noto per non aver inciso molti dei dischi attribuiti. Il successo giunse con Beach Baby dei The First Class nel 1974. Dopo due album dei First Class, Carter si concentrò nella composizione di temi musicali per la pubblicità. Il suo ultimo successo come singolo lo ebbe nel 1977 con gli Starbreaker con la canzone "Sound of Summer", divenuta poi tema musicale in uno short pubblicitario per la Butlin's.
Carter ha in seguito riutilizzato il suo vecchio catalogo della Sunny Records, pubblicando diverse canzoni che non erano state pubblicate al tempo della loro registrazione.